# Berg (Großkampenberg)
Berg ist ein Ortsteil der Ortsgemeinde Großkampenberg im Eifelkreis Bitburg-Prüm in Rheinland-Pfalz.

## Geographische Lage
Der Ortsteil Berg grenzt in nordwestlicher Richtung direkt an den Hauptort Großkampenberg an. Berg liegt auf einer Hochebene und ist fast ausschließlich von landwirtschaftlichen Nutzflächen umgeben. Die Gemeinde befindet sich unweit der Grenze zu Belgien.

## Geschichte
Der heutige Ortsteil Berg wurde erstmals im Jahre 1663 als Berris erwähnt. Bis zum Ende des 18. Jahrhunderts gehörten Berg und Großkampen zur Meierei Harspelt, die Teil der luxemburgischen Herrschaft Dasburg war. Im Jahr 1914 wurden die beiden bis dahin eigenständigen Gemeinden zur Gemeinde Großkampenberg zusammengelegt.

## Wappen von Großkampenberg

Das Wappen der heute übergeordneten Gemeinde Großkampenberg wurde in Anlehnung an die beiden Ortsteile der Gemeinde entworfen und stellt diese ebenfalls symbolisch dar.
Wappenbegründung: Der mit einem Trinitarierkreuz belegte Schild erinnert an die Schenkung des Grafen Heinrich I. von Vianden an den 1198 gegründeten Trinitarier-Orden. Die Trapeze symbolisieren den sogenannten Westwall, der 1938 bis 1940 als Befestigungssystem von den Nationalsozialisten errichtet wurde. Die Hirschstangen stehen für den hl. Hubertus, Schutzpatron des Ortsteils Großkampen. Großkampenberg entstand 1914 durch den Zusammenschluss der beiden Orte Großkampen und Berg. Die Symbole in den einzelnen Feldern des Wappens sind aus diesen Gründen jeweils paarweise angeordnet.

## Kultur und Sehenswürdigkeiten

### Wegekreuz
Sehenswert ist in Berg vor allem ein aus Schiefer gefertigtes Sockelkreuz an der Giebelseite eines Wohnhauses. Dieses stammt aus dem Jahre 1848. Es handelt sich um ein Kreuz im Stil des Barock mit einem kleinen Korpus. Im Sockel wurde der Name der Errichterin "Maria Katharina Burg" eingraviert.
Siehe auch: Liste der Kulturdenkmäler in Großkampenberg

### Naturdenkmal
Sehenswert ist auch die Rotbuche (Fagus sylvatica) "Im Bahnert". Hierbei handelt es sich um ein Naturdenkmal.
Siehe auch: Liste der Naturdenkmale in Großkampenberg

## Wirtschaft und Infrastruktur

### Unternehmen
Im Ort ist ein Maschinenbauunternehmen ansässig.

### Verkehr
Es existiert eine regelmäßige Busverbindung bis Großkampenberg.
Berg ist lediglich durch Gemeindestraßen erschlossen. Durch Großkampenberg verläuft die Landesstraße 1.